# Pentaphragma tetrapetalum
Pentaphragma tetrapetalum är en tvåhjärtbladig växtart som beskrevs av Airy Shaw. Pentaphragma tetrapetalum ingår i släktet Pentaphragma och familjen Pentaphragmataceae. Inga underarter finns listade i Catalogue of Life.